# Alejandro Martínez (periodista)
Alejandro Martínez (Soria, 1954) es un periodista español.

## Biografía
Es periodista desde hace 30 años. La mayor parte de su trabajo la ha desarrollado en Televisión española donde ha sido Subdirector de sus Servicios Informativos y Corresponsal en Londres (1996 a 1999). También ha trabajado en Radio Nacional de España como subdirector del diario hablado España a las 8, y como subdirector en el diario Hablado de las 14 horas. Comenzó su carrera profesional en Radio Juventud de Soria. Antes de su jubilación, fue director de Internet y Contenidos Multimedia de RTVE, hasta noviembre de 2007. 
Durante su etapa como corresponsal de TVE en Londres, cubrió la detención y juicio contra Augusto Pinochet, la muerte de la Princesa Diana, la firma del Acuerdo de Paz para Irlanda del Norte (Acuerdo de Viernes Santo), el atentado del Úlster en Omagh en el que murieron dos españoles, y la elección de Tony Blair como primer ministro británico, tras 14 años de gobierno conservador.
En el Festival de Televisión de Montecarlo, ha sido dos veces Presidente y dos Vicepresidente; también ha sido Presidente del Jurado Internacional del Premio Italia de Televisión.  
Ha sido Jefe del área Laboral de TVE.

## Premios
- Premio Ondas (Colectivo 1997 y 1990).
- Premio Numancia de Periodismo (1985).
- Premio Nacional de la Abogacía (2004), por Los Jinetes del Hambre.
- Premio Italia del Jurado por el programa de RNE Los Solteros de Plan.

- Datos: Q5555771